# Loma Linda West
Loma Linda West – jednostka osadnicza w Stanach Zjednoczonych, w stanie Teksas, w hrabstwie Starr.